# Komet McNaught-Russell
Komet McNaught-Russell ali C/1993 Y1  je dolgoperiodični komet, ki sta ga 17. decembra 1993 odkrila škotsko-avstralski astronom Robert H. McNaught (rojen 1956) in avstralski astronom Kenneth S. Russell. Oba sta delala na Observatoriju Siding Spring. Med letoma 1991 in 1995 sta skupaj odkrila pet kometov.
Francois Colas iz Observatorija v Parizu  in Ičiro Hasegava  sta ugotovila, da je tirnica kometa enaka kot tirnica kometa C/547 G1, o katerem so poročali opazovalci na Kitajskem. V letu 457 so ga lahko opazovali od 4. aprila do 23. maja. To je omogočilo določiti njegovo obhodno dobo, ki so jo na ta način ocenili na 1430 ± 30 let. Tako je to komet z najdaljšo obhodno dobo, ki so ga opazovali dvakrat. Komet se na svoji poti ni približal nobenemu planetu in je ostala njegova tirnica nespremenjena. 
Naslednji prihod kometa McNaught-Russell pričakujejo po letu 3400.  

## Lastnosti
Obhodna doba kometa je izredno velika, okoli 1430 let. Njegova največja magnitude je bila 6,5.